# 薛景求
薛景求（1967年5月1日（族譜記載為4月6日）—），韓國男演員。名字意涵為日光之「景」、尋求之「求」，有求得光景之意。名字另譯為同義字之「薛耿求」。本貫為淳昌薛氏，舊譜名為薛善煥。

## 個人生活
1996年，薛景求與舞台劇前輩安內相的妹妹結婚，分居4年後於2006年離婚，育有1女。2009年5月28日，與曾合作過電影《光復節特赦》以及《錯過愛情》的女星宋玧妸結婚，育有1子。

## 演出作品

### 電影

#### 1990年代
- 1996年：《花瓣》饰演 少女的哥哥
- 1996年：《愛情故事》饰演 英浩
- 1998年：《開心見性》飾演 圭植
- 1999年：《幽灵号潜艇》飾演 Number432
- 1999年：《松魚》飾演 民秀

#### 2000年代
- 2000年：《薄荷糖》飾演 金永浩
- 2000年：《聖劍傳說》饰演 敌人
- 2002年：《停在空中的鸟》飾演 金
- 2002年：《求偶一支公》饰演 金奉洙
- 2002年：《人民公敵（英语：Public Enemy (2002 film)）》飾演 姜哲重
- 2002年：《綠洲曳影》飾演 洪忠都
- 2002年：《逃回監獄》飾演 宰蓖
- 2003年：《實尾島風雲》飾演 康仁燦
- 2004年：《力道山》飾演 力道山
- 2005年：《人民公敵續集》飾演 姜哲重
- 2006年：《爱将逝》飾演 宇載
- 2006年：《熱血男兒》飾演 沈在閔
- 2007年：《原聲追兇》飾演 韓京裴
- 2007年：《打架》飾演 尚旻
- 2008年：《人民公敵3》飾演 姜哲重
- 2009年：《等待回家的日子》飾演 珍熙的父親
- 2009年：《大浩劫》飾演 崔滿植
- 2009年：《我的愛在我身邊》飾演 金鐘道（特別出演）

#### 2010年代
- 2010年：《不可饒恕》飾演 姜敏鎬
- 2010年：《麻煩終結者》飾演 姜泰植
- 2010年：《愛戀3茶花》飾演 勇洙
- 2012年：《火燒108大樓》飾演 姜英奇
- 2013年：《監諜任務》飾演 黃班長
- 2013年：《特務K先生》飾演 金哲秀
- 2013年：《素媛》飾演 林東勳
- 2014年：《我的獨裁者》飾演 金成根
- 2015年：《西部戰線》飾演 南福
- 2017年：《清醒夢》飾演 方燮
- 2017年：《不汗黨：地下秩序》飾演 在浩
- 2017年：《殺人者的記憶法》飾演 金秉洙
- 2017年：《1987：黎明到來的那一天》飾演 金正南（特別出演）
- 2018年：《偶像》飾演 劉中植
- 2019年：《沒有你的生日》飾演 正日
- 2019年：《完美男人》飾演 韓長秀

#### 2020年代
- 2021年：《茲山魚譜》飾演 丁若銓
- 2022年：《王者製造：選戰之狐》飾演 金雲范
- 2022年：《夜叉：浴血諜戰》飾演 池康仁
- 2022年：《想见你父母》飾演 姜浩昌
- 2023年：《幻影》飾演 村山俊二
- 2023年：《格殺福順》饰演 车民奎
- 2023年：《逃出寧靜海》飾演 金載國
- 2023年：《少年们》饰演 黄俊哲
- 2024年：《非普通家族》饰演 宰完
- 待定：《好消息》[9]

### 電視劇
- 1994年：MBC《大姐姐》
- 1996年：KBS《初戀》客串
- 2001年：NHK《聖徳太子（日语：聖徳太子 (テレビドラマ)）》飾演 伊真
- 2024年：Netflix《政壇旋風》飾演 朴東豪
- 2025年：Disney+《狂醫魔徒》饰演 崔德熙

## 提名及獲獎記錄
| 年份 | 頒獎典禮                     | 獎項                      | 作品                 | 結果 |
| ---- | ---------------------------- | ------------------------- | -------------------- | ---- |
| 1999 | 第20屆青龍電影獎             | 最佳男新人                | 《松魚》             | 提名 |
| 2000 | 第2屆卡羅維瓦利影展          | 最佳男演員                | 《薄荷糖》           | 獲獎 |
| 2000 | 第36屆百想藝術大獎           | 電影部門 男子新人獎       | 《薄荷糖》           | 獲獎 |
| 2000 | 第2屆布拉迪斯拉發國際電影節  | 最佳男主角                | 《薄荷糖》           | 獲獎 |
| 2000 | 第10屆奧斯陸國際電影節       | 最佳男主角                | 《薄荷糖》           | 獲獎 |
| 2000 | 第37屆大鐘獎                 | 最佳男主角                | 《薄荷糖》           | 提名 |
| 2000 | 第37屆大鐘獎                 | 最佳男新人                | 《薄荷糖》           | 獲獎 |
| 2000 | 第23屆黃金攝影獎             | 最佳男新人                | 《薄荷糖》           | 獲獎 |
| 2000 | 第20屆韓國電影評論家協會     | 最佳男新人                | 《薄荷糖》           | 獲獎 |
| 2000 | 第8屆春史電影賞              | 最佳男主角                | 《薄荷糖》           | 獲獎 |
| 2000 | 第6屆Cine21電影獎            | 最佳男主角                | 《薄荷糖》           | 獲獎 |
| 2000 | 第6屆Cine21電影獎            | 最佳男主角                | 《聖劍傳說》         | 獲獎 |
| 2002 | 第39屆大鐘獎                 | 最佳男主角                | 《人民公敵》         | 獲獎 |
| 2002 | 第38屆百想藝術大獎           | 電影部門 最高大賞         | 《人民公敵》         | 獲獎 |
| 2002 | 第38屆百想藝術大獎           | 電影部門 男子最優秀演技賞 | 《人民公敵》         | 提名 |
| 2002 | 第23屆青龍電影獎             | 最佳男主角                | 《人民公敵》         | 獲獎 |
| 2002 | 第8屆Cine21電影獎            | 最佳男主角                | 《人民公敵》         | 獲獎 |
| 2002 | 第8屆Cine21電影獎            | 最佳男主角                | 《綠洲曳影》         | 獲獎 |
| 2002 | 第22屆韓國電影評論家協會     | 最佳男主角                | 《綠洲曳影》         | 獲獎 |
| 2002 | 第5屆Director's Cut Awards   | 年度男子演技獎            | 《綠洲曳影》         | 獲獎 |
| 2002 | 第1屆大韓民國電影大賞        | 最佳男主角                | 《綠洲曳影》         | 獲獎 |
| 2002 | 第3屆釜山電影評論家協會      | 最佳男主角                | 《綠洲曳影》         | 獲獎 |
| 2002 | 第10屆春史電影賞             | 最佳男主角                | 《綠洲曳影》         | 獲獎 |
| 2003 | 第26屆黃金攝影獎             | 最佳男主角                | 《綠洲曳影》         | 獲獎 |
| 2003 | 第26屆黃金攝影獎             | 人氣男演員賞              | 《綠洲曳影》         | 獲獎 |
| 2003 | 第39屆百想藝術大獎           | 電影部門 男子最優秀演技賞 | 《綠洲曳影》         | 提名 |
| 2003 | 第29屆西雅圖國際電影節       | 最佳男主角                | 《綠洲曳影》         | 獲獎 |
| 2003 | 第3屆韓國世界青年電影節      | 最受歡迎演員              | 《綠洲曳影》         | 獲獎 |
| 2004 | 第39屆百想藝術大獎           | 電影部門 男子最優秀演技賞 | 《實尾島風雲》       | 提名 |
| 2005 | 第42屆大鐘獎                 | 最佳男主角                | 《力道山》           | 提名 |
| 2005 | 第42屆大鐘獎                 | 最佳男主角                | 《人民公敵續集》     | 提名 |
| 2005 | 第2屆大韓民國電影大獎        | 最佳男主角                | 《人民公敵續集》     | 提名 |
| 2006 | 第3屆Max Movie Awards        | 最佳男主角                | 《人民公敵續集》     | 提名 |
| 2007 | 第44屆大鐘獎                 | 最佳男主角                | 《原聲追兇》         | 提名 |
| 2007 | 第28屆青龍電影獎             | 最佳男主角                | 《原聲追兇》         | 提名 |
| 2007 | 第6屆韓國電影大獎            | 最佳男主角                | 《打架》             | 提名 |
| 2007 | 第15屆春史電影獎             | 最佳男主角                | 《打架》             | 提名 |
| 2008 | 第29屆青龍電影獎             | 最佳男主角                | 《人民公敵3》        | 提名 |
| 2008 | 第29屆青龍電影獎             | 人氣明星獎                | 《人民公敵3》        | 獲獎 |
| 2008 | 第16屆春史電影獎             | 最佳男主角                | 《人民公敵3》        | 提名 |
| 2009 | 第45屆百想藝術大獎           | 電影部門 男子最優秀演技獎 | 《人民公敵3》        | 提名 |
| 2009 | 第45屆百想藝術大獎           | 電影部門 男子人氣獎       | 《人民公敵3》        | 提名 |
| 2009 | 第17屆大韓民國文化演藝大賞   | 電影部門 大賞             | 《大浩劫》           | 獲獎 |
| 2009 | 第46屆大鐘獎                 | 最佳男主角                | 《大浩劫》           | 提名 |
| 2010 | 第18屆春史電影賞             | 最佳男主角                | 《不可饒恕》         | 獲獎 |
| 2012 | 第49屆百想藝術大獎           | 電影部門 男子人氣獎       | 《火燒108大樓》      | 提名 |
| 2013 | 第34屆青龍電影獎             | 人氣明星獎                | 《希望：為愛重生》   | 獲獎 |
| 2013 | 第34屆青龍電影獎             | 最佳男主角                | 《希望：為愛重生》   | 提名 |
| 2013 | 第33屆韩国电影评论家协会奖   | 最佳男主角                | 《希望：為愛重生》   | 提名 |
| 2014 | 第50屆百想藝術大獎           | 電影部門 男子最優秀演技獎 | 《希望：為愛重生》   | 獲獎 |
| 2014 | 第50屆百想藝術大獎           | 電影部門 男子人氣獎       | 《希望：為愛重生》   | 提名 |
| 2014 | 第13屆紐約亞洲電影節         | 亞洲之星獎                | 《希望：為愛重生》   | 獲獎 |
| 2014 | 第1屆韓國電影製作人協會獎    | 最佳男主角                | 《我的獨裁者》       | 獲獎 |
| 2015 | 第51屆百想藝術大獎           | 電影部門 男子最優秀演技獎 | 《我的獨裁者》       | 提名 |
| 2015 | 第51屆百想藝術大獎           | 電影部門 男子人氣獎       | 《我的獨裁者》       | 提名 |
| 2015 | 第35屆韓國黃金攝影獎         | 最佳男主角                | 《我的獨裁者》       | 獲獎 |
| 2017 | 第54屆大鐘獎                 | 最佳男主角                | 《不汗黨：地下秩序》 | 獲獎 |
| 2017 | 第38屆青龍電影獎             | 最佳男主角                | 《不汗黨：地下秩序》 | 提名 |
| 2017 | 第38屆青龍電影獎             | 人氣明星獎                | 《不汗黨：地下秩序》 | 獲獎 |
| 2017 | 第1屆The Seoul Awards        | 最佳男主角                | 《不汗黨：地下秩序》 | 提名 |
| 2017 | 第37屆韓國電影評論家協會     | 最佳男主角                | 《不汗黨：地下秩序》 | 獲獎 |
| 2017 | 第23屆Cine21電影獎           | 最佳男主角                | 《不汗黨：地下秩序》 | 獲獎 |
| 2017 | 第17屆 Director's Cut Awards | 年度男子演技獎            | 《殺人者的記憶法》   | 獲獎 |
| 2018 | 第9屆韓國電影獎              | 最佳男主角                | 《殺人者的記憶法》   | 獲獎 |
| 2018 | 第54屆百想藝術大獎           | 電影部門 男子最優秀演技獎 | 《不汗黨：地下秩序》 | 提名 |
| 2018 | 第23屆春史電影獎             | 最佳男主角                | 《不汗黨：地下秩序》 | 提名 |
| 2019 | 第23屆加拿大奇幻電影節       | 最佳男主角                | 《偶像》             | 獲獎 |
| 2019 | 第40屆青龍電影獎             | 最佳男主角                | 《沒有你的生日》     | 提名 |
| 2019 | 第28屆釜日電影獎             | 最佳男主角                | 《沒有你的生日》     | 提名 |
| 2020 | 第56屆大鐘獎                 | 最佳男主角                | 《沒有你的生日》     | 提名 |
| 2021 | 第42屆青龍電影獎             | 最佳男主角                | 《茲山魚譜》         | 獲獎 |
| 2021 | 第41屆韓國電影評論家協會     | 最佳男主角                | 《茲山魚譜》         | 獲獎 |
| 2021 | 第21屆大韓民國青少年電影節   | 最佳男主角                | 《茲山魚譜》         | 獲獎 |
| 2021 | 第26屆春史電影獎             | 最佳男主角                | 《茲山魚譜》         | 提名 |
| 2021 | 第27屆Cine21電影獎           | 最佳男主角                | 《茲山魚譜》         | 獲獎 |
| 2021 | 第8屆韓國電影製作人協會獎    | 最佳男主角                | 《茲山魚譜》         | 獲獎 |
| 2021 | 第30屆釜日電影獎             | 最佳男主角                | 《茲山魚譜》         | 提名 |
| 2021 | 第57屆百想藝術大獎           | 電影部門 男子最優秀演技獎 | 《茲山魚譜》         | 提名 |
| 2021 | 第41屆黃金攝影獎             | 最佳男主角                | 《茲山魚譜》         | 獲獎 |
| 2022 | 第58屆百想藝術大獎           | 電影部門 男子最優秀演技獎 | 《王者製造》         | 獲獎 |
| 2022 | 第27屆春史電影獎             | 最佳男主角                | 《王者製造》         | 提名 |
| 2022 | 第58屆大鐘獎                 | 最佳男主角                | 《王者製造》         | 提名 |
| 2022 | 第43屆青龍電影獎             | 最佳男主角                | 《王者製造》         | 提名 |

## 外部連結
- 薛景求在NAVER上的资料
- 薛景求在韩国电影数据库（KMDb）上的資料（韓語）
- 薛景求在互联网电影资料库（IMDb）上的資料（英文）
- 薛景求在HanCinema的頁面（英文）
- 薛景求在豆瓣上的资料（简体中文）